# Route départementale 24 (Haute-Garonne)
Pour les articles homonymes, voir Route départementale 24.
La route départementale 24, ou D24, est une route départementale de la Haute-Garonne reliant Cadours à Baziège.

## Histoire

### Chronologie
- 1938 : création de l'actuelle D24 ;
- 2011 (15 novembre) : modification de tracé à Montgiscard et Baziège après l'ouverture du nouvel échangeur sur l'autoroute A61[1] ;
- 2016 (juin) : déclassement et fermeture du tronçon dans l'emprise du projet Val Tolosa sur le plateau de la Ménude, afin de la démolir[2]. Le tronçon existe finalement toujours en octobre 2022 mais est à l'abandon[3] ;
- 2017 (1er janvier) : déclassement en route métropolitaine (M24) dans Toulouse Métropole.

## Tracé

### De Cadours à la forêt de Bouconne (D24)
- Cadours
- Garac
- Bellegarde-Sainte-Marie
- Le Castéra
- Lévignac
- Forêt de Bouconne (Lévignac)

### De la forêt de Bouconne à Pibrac (M24)
- Forêt de Bouconne (Pibrac)
- Pibrac
- Échangeur entre N 124, M 824 et M 65/D 65

### De Pibrac à Bazièges (D24)

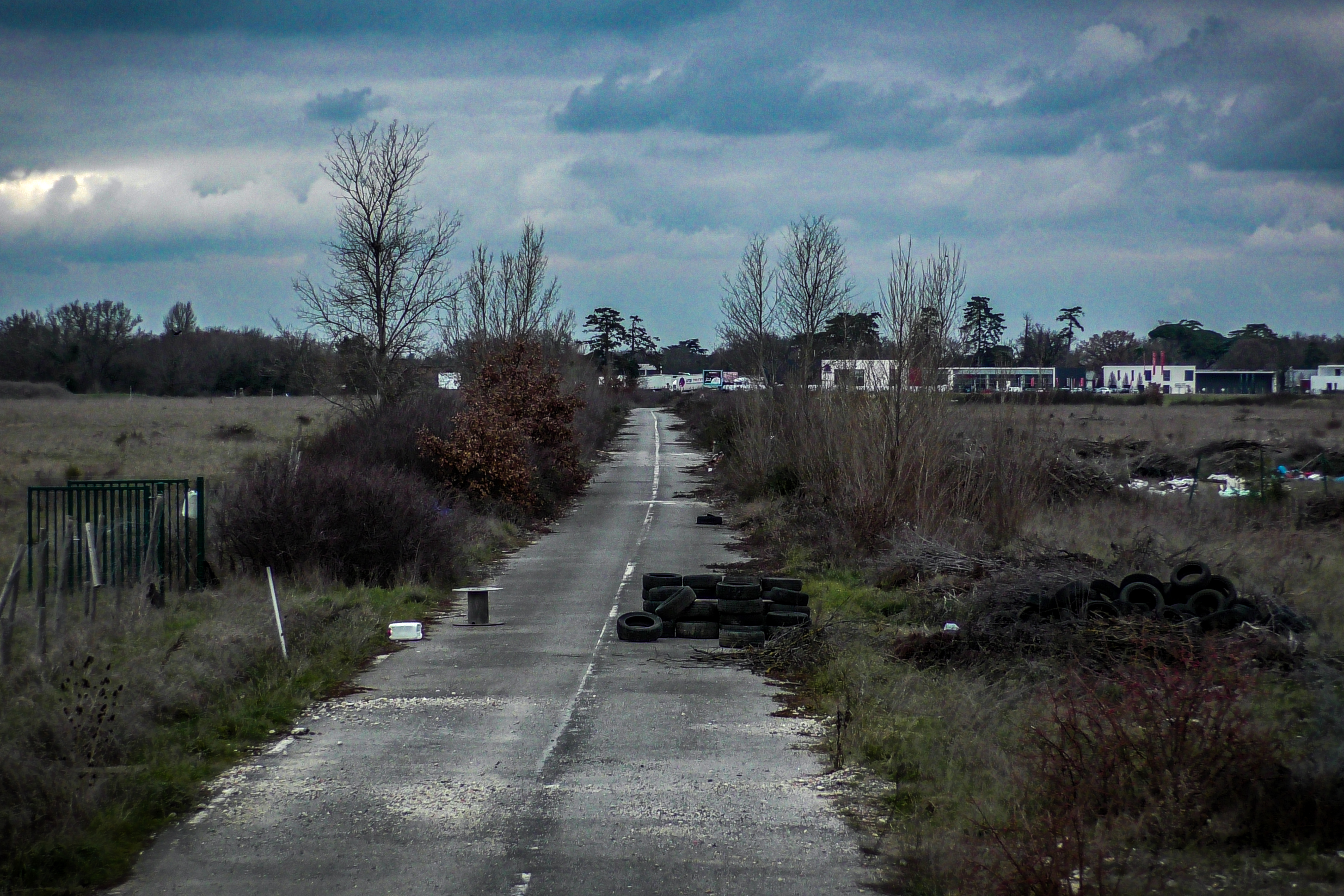
Le tronçon abandonné de la D24 sur le plateau de la Ménude.

Le tracé de la D24 sur cette partie est complexe. Elle est partiellement abandonnée au nord de Plaisance, change de nouveau de statut sur la commune de Cugnaux (faisant partie de Toulouse Métropole), et est en tronc commun avec de nombreuses routes différentes sur les communes situées en bord de Garonne (Portet-sur-Garonne, Pinsaguel et Lacroix-Falgarde).
- Plaisance-du-Touch (route en grande partie abandonnée sur le plateau de la Ménude[3])
- Cugnaux (en tant que M24)
- Portet-sur-Garonne
- Pinsaguel
- Lacroix-Falgarde
- Aureville
- Corronsac
- Montbrun-Lauragais
- Montgiscard
- Échangeur entre A61 et D 24
- Baziège